# Апелес
Апелес (на старогръцки: Ἀπελλῆς) (370 пр.н.е. – 306 пр.н.е.) – древногръцки художник. Известен е с голямото си майсторство. Рисувал е портрети на Александър Македонски, тъй като са били приятели. Родом е от Мала Азия, впоследствие се премества в Ефес. Умира с признанието на съвременниците си като пръв художник на Елада. Картините му не са запазени.
Заедно със Зевксис и Паразий е творец от къснокласическата школа, която следва реализма при предаването на формата.:с. 57